# Liste der Monuments historiques in Ploërmel
Die Liste der Monuments historiques in Ploërmel führt die Monuments historiques in der französischen Gemeinde Ploërmel auf.

## Liste der Bauwerke
| Bezeichnung                                                                              | Beschreibung | Standort                                   | Kennzeichnung | Schutzstatus   | Datum     | Bild |
| ---------------------------------------------------------------------------------------- | ------------ | ------------------------------------------ | ------------- | -------------- | --------- | ---- |
| Schloss La Haute-Touche                                                                  |              | La Haute-Touche (Lage)                     | PA56000053    | Inscrit        | 2001 2002 |      |
| Friedhofskreuz                                                                           |              | (Lage)                                     | PA00091449    | Inscrit        | 1927      |      |
| Kreuz am Chemin de la Haute-Touche                                                       |              | La Haute-Touche (Lage)                     | PA00091450    | Inscrit        | 1927      |      |
| Kapelle Saint-Antoine                                                                    |              | (Lage)                                     | PA00091496    | Inscrit        | 1928      |      |
| Kapelle der Ursulinen                                                                    |              | Rue Sénéchal-Thuault (Lage)                | PA00091495    | Inscrit        | 1928      |      |
| Schloss Malleville                                                                       |              | (Lage)                                     | PA00091497    | Inscrit        | 1973      |      |
| Karmeliterkloster                                                                        |              | Rue Sénéchal-Thuault (Lage)                | PA00091498    | Inscrit        | 1987      |      |
| Kreuz                                                                                    |              | Route de Guillac Rue des Deux-Ponts (Lage) | PA00091504    | Inscrit        | 1927      |      |
| Kreuz                                                                                    |              | Rue de la Croix Perrinet (Bezon) (Lage)    | PA00091502    | Inscrit        | 1927      |      |
| Kreuz                                                                                    |              | La Couardière (Lage)                       | PA00091500    | Inscrit        | 1927      |      |
| Croix Guyot (Kreuz)                                                                      |              | Bezon Roc Brien (Lage)                     | PA00091501    | Inscrit        | 1927      |      |
| Croix aux Morts (Kreuz)                                                                  |              | La Croix fleurie (Lage)                    | PA00091499    | Inscrit        | 1927      |      |
| Kreuz                                                                                    |              | Roblin (Lage)                              | PA00091503    | Inscrit        | 1927      |      |
| Croix de Roc-Brien (Kreuz)                                                               |              | (Lage)                                     | PA00091494    | Inscrit        | 1927      |      |
| Croix de Villenard (Kreuz)                                                               |              | Le Nolf Route de Monteneuf (Lage)          | PA00091505    | Inscrit        | 1927      |      |
| Kirche St-Armel mit Passionsfenster, Pfingstfenster und Fenster Leben des heiligen Armel |              | (Lage)                                     | PA00091506    | Classé         | 1840      |      |
| Brunnen Saint-Armel                                                                      |              | Route de Bresleau (Lage)                   | PA00091507    | Inscrit        | 1948      |      |
| Hôtel des Ducs de Bretagne                                                               |              | Rue Beaumanoir Rue des Douves (Lage)       | PA00091508    | Inscrit Classé | 1925 1931 |      |
| Hôtel Le Gouesbe                                                                         |              | Place de l’Union (Lage)                    | PA00091509    | Inscrit        | 1928      |      |
| Haus                                                                                     |              | 16, place Lamennais (Lage)                 | PA00091511    | Inscrit        | 1925      |      |
| Maison Marmousets                                                                        |              | 7, rue Beaumanoir (Lage)                   | PA00091510    | Classé         | 1927      |      |
| Herrenhaus                                                                               |              | Boyac (Lage)                               | PA56000072    | Inscrit        | 2011      |      |
| Stadtbefestigung                                                                         |              | (Lage)                                     | PA00135280    | Inscrit        | 1995      |      |